# Digital Signal 0
Digital Signal 0 (DS0) és una taxa de senyalització digital bàsica de 64 kilobits per segon (kbit/s), corresponent a la capacitat d'un canal de comunicació analògic equivalent a freqüència de veu. La taxa DS0, i els seus equivalents E0 en el sistema de portadora E i T0 en el sistema de portadora T, formen la base per a la jerarquia de transmissió múltiple digital en sistemes de telecomunicacions utilitzats a Amèrica del Nord, Europa, Japó i la resta del món., tant per als primers sistemes plesiocrònics com el portador T com per als sistemes síncrons moderns com SDH / SONET.
La tarifa DS0 es va introduir per portar una única trucada de veu digitalitzada. Per a una trucada telefònica típica, el so d'àudio es digitalitza a una freqüència de mostreig de 8 kHz, o 8000 mostres per segon, utilitzant una modulació de codi de pols de 8 bits per a cadascuna de les mostres. Això resulta en una velocitat de dades de 64 kbit/s.
A causa del seu paper fonamental a l'hora de realitzar una única trucada telefònica, la tarifa DS0 constitueix la base de la jerarquia de transmissió múltiplex digital en els sistemes de telecomunicacions utilitzats a Amèrica del Nord. Per limitar el nombre de cables necessaris entre dos implicats en l'intercanvi de trucades de veu, es va construir un sistema en el qual es multiplexen diversos DS0 junts en circuits de major capacitat. En aquest sistema, vint-i-quatre (24) DS0 es multiplexen en un senyal DS1. Vint-i-vuit (28) DS1 es multiplexen en un DS3. Quan es transporta sobre un cable de coure, aquest és el conegut sistema de suport T, amb T1 i T3 corresponents a DS1 i DS3, respectivament.
A més del seu ús per a comunicacions de veu, la velocitat DS0 pot suportar vint canals de 2,4 kbit/s, deu canals de 4,8 kbit/s, cinc canals de 9,67 kbit/s, un canal de 56 kbit/s o un canal clar de 64 kbit/s.
E0 (estandarditzat com a ITU G.703) és l'equivalent europeu del DS0 nord-americà per portar una única trucada de veu. Tanmateix, hi ha algunes diferències subtils en la implementació. Els senyals de veu es codifiquen per al transport sobre E0 segons ITU G.711. Tingueu en compte que quan s'utilitza un sistema de portadora T com a Amèrica del Nord, la senyalització de bits robats pot significar que un canal DS0 transportat per aquest sistema no és un flux de bits lliure d'errors. La senyalització fora de banda que s'utilitza en el sistema europeu d'e-carrier evita això.